# Hot House Entertainment
Hot House Entertainment és un estudi de pornografia gai que té la seu a la ciutat californiana de San Francisco, i que va ser fundat l'any 1993 pel director Steven Scarborough. L'empresa disposa de diverses pàgines web. Steven Scarborough va guanyar un espai en el Saló de la Fama dels Premis Grabby de l'any 2004.